# Station Chorzów Miasto
Station Chorzów Miasto is een spoorwegstation in de Poolse plaats Chorzów.